# Ких, Мария Семёновна
Мария Семёновна Ких (укр. Марія Семенівна Кіх; 4 октября 1914, с. Новосёлки-Кардинальские (около Томашува-Любельского), Польша — 9 сентября 1979, Львов, СССР) — участница революционной борьбы на западноукраинских землях, партизанского движения в годы Великой Отечественной войны, социалистических преобразований на Львовщине, депутат Верховного Совета УССР 2-7 созывов, заместитель председателя Верховного Совета УССР. Почётный гражданин города Львова.

## Биография
Мария Ких родилась в бедной крестьянской семье. С 14 лет пошла работать швеёй в частную мастерскую во Львове. Вступила в Коммунистический союз молодёжи Западной Украины. В 1935 году стала членом Коммунистической партии Западной Украины (КПЗУ).
После присоединения Западной Украины с УССР в 1939 году М. С. Ких избиралась депутатом Народного собрания Западной Украины. В том же году начала работать 2 секретарем Львовского городского комитета комсомола, избиралась членом ЦК ЛКСМ Украины.
После начала Великой Отечественной войны эвакуировалась в Чкаловскую область. После обучения радиоделу, в 1943 году была заброшена в тыл врага в составе партизанского отряда Д. Н. Медведева.
После окончания войны была направлена на работу 2 секретарем Львовского горкома комсомола, затем заведующей отделом по работе с женщинами Львовского областного комитета КП(б)У, заместителем председателя Львовского облисполкома.
С 1947 года избиралась депутатом Верховного Совета УССР 2-7 созывов. Была заместителем председателя Верховного Совета УССР.
В 1959—70 годах Мария Ких — директор литературно-мемориального музея Ивана Франко. Позже возглавляла правление Львовского областного отделения общества советско-польской дружбы.
Написала книгу воспоминаний «Краю мій возз'єднаний».
Похоронена во Львове на Лычаковском кладбище рядом с мужем — Николаем Григорьевичем Максимовичем, ректором Львовского университета.

## Память
- В марте 1980 года Совет Министров УССР принял постановление об увековечении памяти Марии Ких. Её именем были названы улица во Львове и средняя школа. За счёт государства на могиле был установлен обелиск-надгробие.